# Krupanj
Krupanj (ćir.: Крупањ) je grad i središte istoimene općine u Mačvanskom okrugu u Srbiji.

## Stanovništvo
U gradu Krupanju živi 4.912 stanovnika, od toga 3.826 punoljetna stanovnika, a prosječna starost stanovništva iznosi 36,5 godina (35,7 kod muškaraca i 37,2 kod žena). U naselju ima 1.565 domaćinstavo, a prosječan broj članova po domaćinstvu je 3,11.
Prema popisu stanovništva iz 1991. godine u gradu je živjelo 4.795 stanovnika.
| Etnički sastav 2002. |            |        |
| Narod                | Stanovnika | %      |
| Srbi                 | 4.466      | 90,92% |
| Muslimani            | 286        | 5,82%  |
| Jugoslaveni          | 23         | 0,46%  |
| Crnogorci            | 15         | 0,30%  |
| Hrvati               | 6          | 0,12%  |
| Bošnjaci             | 3          | 0,06%  |
| Makedonci            | 2          | 0,04%  |
| Rusi                 | 2          | 0,04%  |
| Mađari               | 2          | 0,04%  |
| ostali               | 4          | 0,08%  |
| nepoznato            | 45         | 0,91%  |

| broj stanovnika | 853   | 1085  | 1389  | 2479  | 3779  | 4795  | 4912  |
|                 | 1948. | 1953. | 1961. | 1971. | 1981. | 1991. | 2001. |

## Galerija
| - Panorama grada - Panorama grada zimi - Panorama grada zimi - Nova i stara crkva |

## Vanjske poveznice
- Karte, udaljenonosti, vremenska prognoza  Arhivirana inačica izvorne stranice od 3. travnja 2008. (Wayback Machine)
- Satelitska snimka naselja  Arhivirana inačica izvorne stranice od 21. veljače 2021. (Wayback Machine)
- Informacije o gradu